# Télécom ParisTech
Télécom ParisTech, anteriormente École nationale supérieure des télécommunications (ENST), Télécom Paris y  École supérieure de télégraphie, es una escuela de ingenieros (Grande École) pública francesa. Además es una de las principales instituciones públicas francesas de educación superior e investigación de ingeniería en Francia y la mejor escuela de tecnología de Francia, que forma ingenieros generalistas en el campo de las nuevas tecnologías (Inteligencia artificial, Blockchain, IoT), de las  tecnologías de la información (electrónica e informática) y la comunicación (redes y telecomunicaciones) fundada en 1878.
Forma parte de la Conférence des grandes écoles, del Institut polytechnique de Paris y del Institut Télécom. Posee, además, una sede llamada Institut Eurécom en Sophia Antípolis, en colaboración con la Escuela Politécnica Federal de Lausana.

## Historia
La escuela fue fundada en 1878 bajo el nombre École Professionnelle Supérieure des Postes et Télégraphes (EPSPT).

## Presente
El diploma de Ingeniero obtenido en Télécom ParisTech es equivalente al de Ingeniero de Telecomunicaciones en España. Entre el 20% y el 25% de los, aproximadamente, 250 ingenieros que se gradúan cada año son extranjeros. 
Existe una gran variedad de elección a la hora de confeccionarse un currículum propio, pudiendo elegir entre varias materias que van desde las áreas típicas de este tipo de Ingeniería, como Electrónica, Procesado de Imagen y Sonido, Programación, hasta otro tipo de formación más orientada hacia el mundo de la empresa como pueden ser las Finanzas, el Marketing o la Estrategia. 
Télécom ParisTech da mucha importancia al perfil internacional de sus estudiantes, poniendo a su disposición una gran variedad de posibles intercambios académicos, así como la posibilidad de estudiar otros idiomas en la propia Escuela, destacando el español, el alemán y el italiano, aparte del inglés, cuyo buen conocimiento es fundamental para poder graduarse, siendo necesario pasar el TOEIC.